# Графенрайнфельд
Графенрайнфельд (нім. Grafenrheinfeld) — громада в Німеччині, розташована в землі Баварія. Підпорядковується адміністративному округу Нижня Франконія. Входить до складу району Швайнфурт.
Площа — 11,35 км2. Населення становить 3452 ос. (станом на 31 грудня 2020).